# Edna Iturralde
Edna Iturralde De Howitt (Quito, 10 de mayo de 1948) es una escritora de literatura infantil y juvenil, novela histórica y pionera de la etnohistoria narrativa ecuatoriana. Es considerada hito de la literatura infantil y juvenil del Ecuador.

## Biografía

### Primeros años

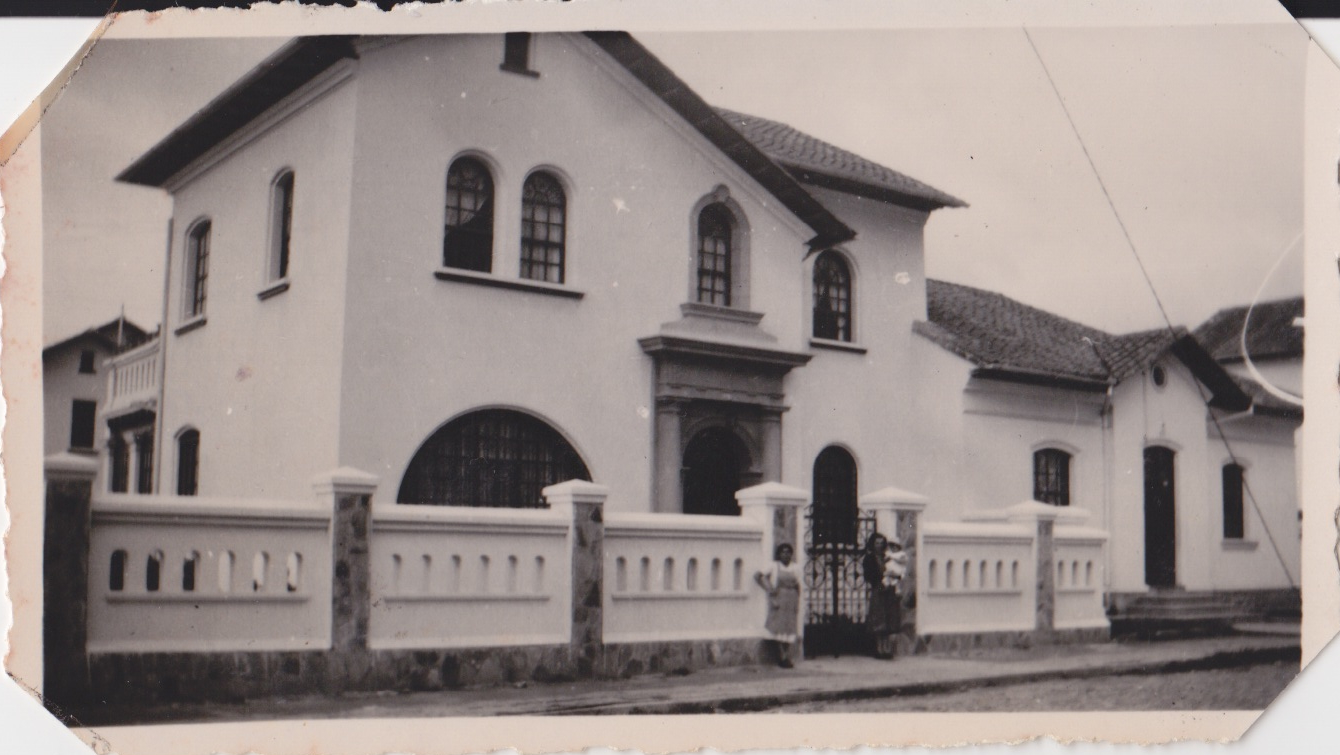
Casa donde creció en Quito

Hija única de Enrique Iturralde Darquea y Edna De Howitt. Cuando apenas tenía un año, perdió a su padre en un accidente de aviación. Creció junto a su madre y sus abuelos maternos en la ciudad de Quito. Su habilidad y vocación literarias se manifestaron desde temprano; cuando era estudiante de quinto grado, escribió una comedia que sus compañeras representaron ante los niños de la primaria. También, reportera en el periódico escolar y oradora galardonada. En su paso por la secundaria, hizo visible su vocación por la palabra.

### Etapa de su primer matrimonio

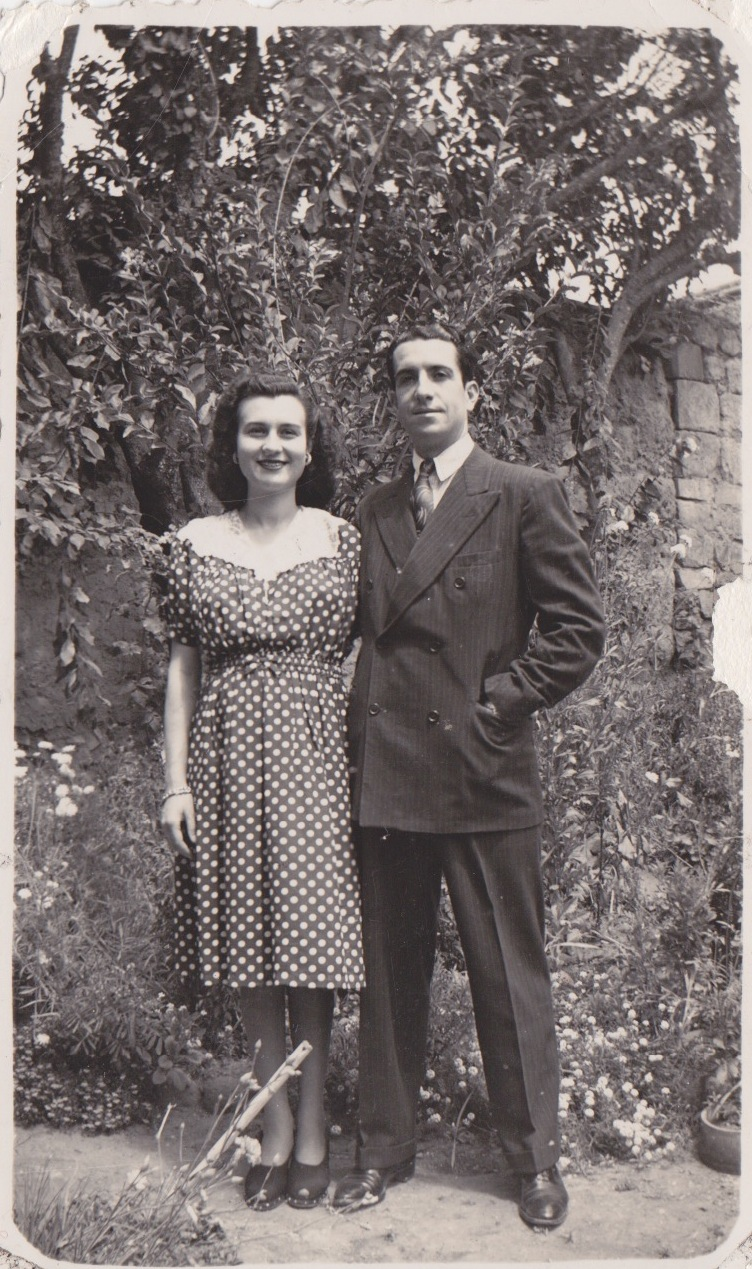
Sus padres Edna De Howitt y Enrique Iturralde

En 1970, tenía 22 años cuando contrajo nupcias por primera vez. En el año 1972 abandonó la ciudad de Quito junto a su esposo que se trasladó por asuntos de trabajo.
En el año de 1980 regresó a Quito, después de haber vivido en Lima y Guayaquil. Tiene ya cuatro hijos y una familia formada; cuenta con apenas algo más de treinta años. En ese año publica por primera vez un cuento, en el suplemento semanal “Panorama” de El Comercio, en la nueva sección que ella titula “Cuentos del Ecuador”. Desde ya toma partido por lo que no dejará de hacer en el resto de su vida: desarrollarse como una escritora ecuatoriana que apuesta por la literatura de su país y en cuya obra entera se verá reflejado su interés inacabable por la búsqueda y la definición de su propia identidad en el contexto de la identidad nacional. Varias publicaciones suceden a su primer cuento que sale en “Panorama”, y asimismo aparecen en este suplemento de la prensa quiteña
En el año 1982 fallece su esposo, "de la misma manera como perdió a su padre, en un accidente de aviación, lo cual no es obstáculo para lograr fundar la revista La Cometa, primera revista infantil en el Ecuador, que se distribuye con el diario Hoy".

### Etapa de su segundo matrimonio
Tres años después vuelve a casarse y, en ese mismo año, publica su primera historieta: ¡Oh!, la historia tralalá...! En 1986 nace su quinto hijo y ese mismo año publica su primer libro: Desde el jardín de las arañas doradas, que son el compendio de cuentos que contaba a sus hijos y en el que hace una introspección hacia los recuerdos de su infancia. En ese año Edna dirige la mirada de la revista La Cometa hacia los temas ecológicos y publica la historieta La patrulla del páramo. En 1988 nace su sexto hijo a la par que ella crea y publica la historieta Los Ecochicos, también en La Cometa, y al año siguiente, Los Sapísimos detectives. En 1990 publica su segundo libro: Junto al cielo: cuentos sobre Quito y así ella cierra el círculo de la búsqueda de sus referentes familiares y locales.
En 1993 escribe su tercer libro: Aventura en los Llanganates, una historia en la que se aventura en nuevos territorios identitarios y explora una de las leyendas sobre el tesoro de Atahualpa, y publica su cuarto libro, Verde fue mi selva, con el que inaugura su exploración sobre temas etno-históricos del Ecuador, en esta primera vez, con el acercamiento, a través de una hermosa colección de cuentos, a la vida de niños de diversas etnias amazónicas con temas ligados al patrimonio natural. Este libro quedó en el canon de literatura infantil y juvenil entre los diez mejores libros siglo XX.

## Carrera literaria

### Recepción de su obra

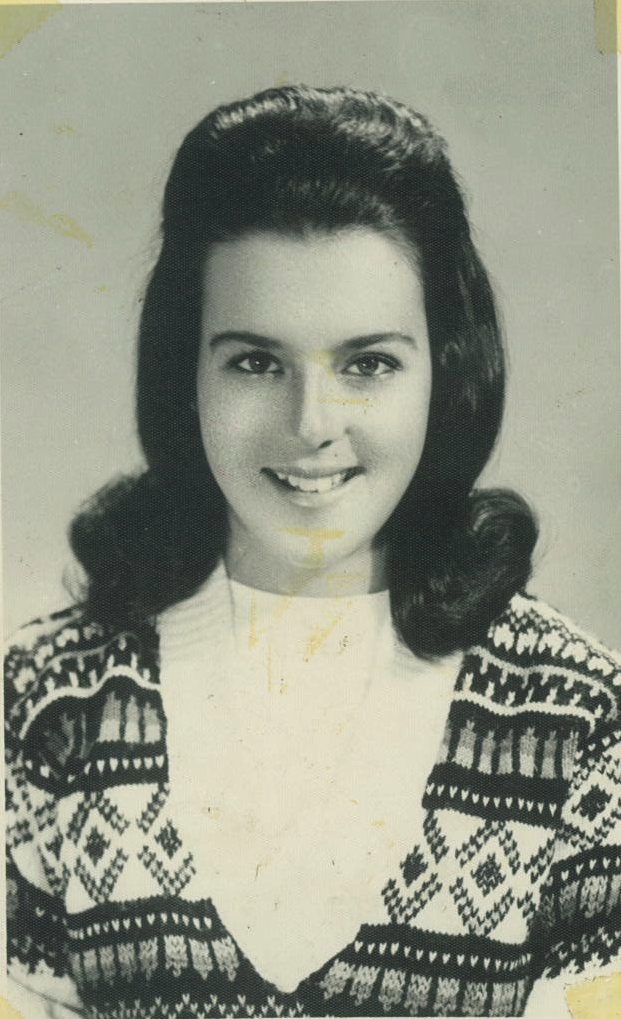
Edna iturralde de 16 años

Hasta el momento tiene publicados 62 libros. Vive en Ecuador junto con su esposo, sus cuatro perros y —dice ella— todos los personajes de sus libros. Es una autora que, además de ejercer con maestría el oficio de escribir para niños y jóvenes, “la esperanza del mundo”, ha mantenido celosamente el diálogo con su niña interior, quien no ha dejado nunca de susurrarle con amor y creatividad permanentes una obra, que en justicia es ya considerada por la crítica como la más fecunda y de mayor trascendencia dentro de su género tanto en su patria el Ecuador, como en el resto del continente. Y así es, de modo que cuando se habla del boom de la literatura para niños y jóvenes ecuatorianos no se puede menos que atribuirle a esta autora su valiosísima contribución al mismo. Ella ha publicado hasta el presente cincuenta y ocho títulos durante las últimas tres décadas. En el año 2010 apareció su novela biográfica titulada Simón era su nombre, por la Editorial Alfaguara, del Grupo Santillana, que es su personal homenaje al Libertador Simón Bolívar en el bicentenario de la Independencia de Colombia y Venezuela.
No menos estimable ha sido su labor periodística destinada a su público lector del “País de Nunca Jamás”. Edna fundó, dirigió y escribió durante once años la Revista Ecológica La Cometa desde 1982 hasta 1991, también vale la pena mencionar su colaboración con un cuento semanal para la Revista Panorama del Diario El Comercio, de Quito, durante un año, entre otras incursiones por este género tan favorable a la formación de lectores.
Edna Iturralde, por último, y en primer lugar como escritora, ha transitado en su quehacer literario por diversas modalidades de su género, desde la etnohistoria narrativa, de la cual es pionera en su país, a la novela histórica, a la que siempre enriquece con serias investigaciones previas y a la que magnífica con un eficaz manejo de realidad y fantasía, también suele incursionar en sus libros por temas sociales e interculturales…Y ha aportado siempre a sus numerosos cuentos y novelas su asombrosa sensibilidad humana, su capacidad imaginativa, espiritualidad, y una muy convincente fuerza narrativa, que le han permitido en todas las facetas de su admirable creación literaria irradiar la magia de un hada en estado de gracia a tres generaciones de niños y adolescentes de su patria y de gran parte de América. Ha sido el tema de múltiples tesis de maestría de literatura infantil y juvenil.

### Trayectoria literaria y logros profesionales

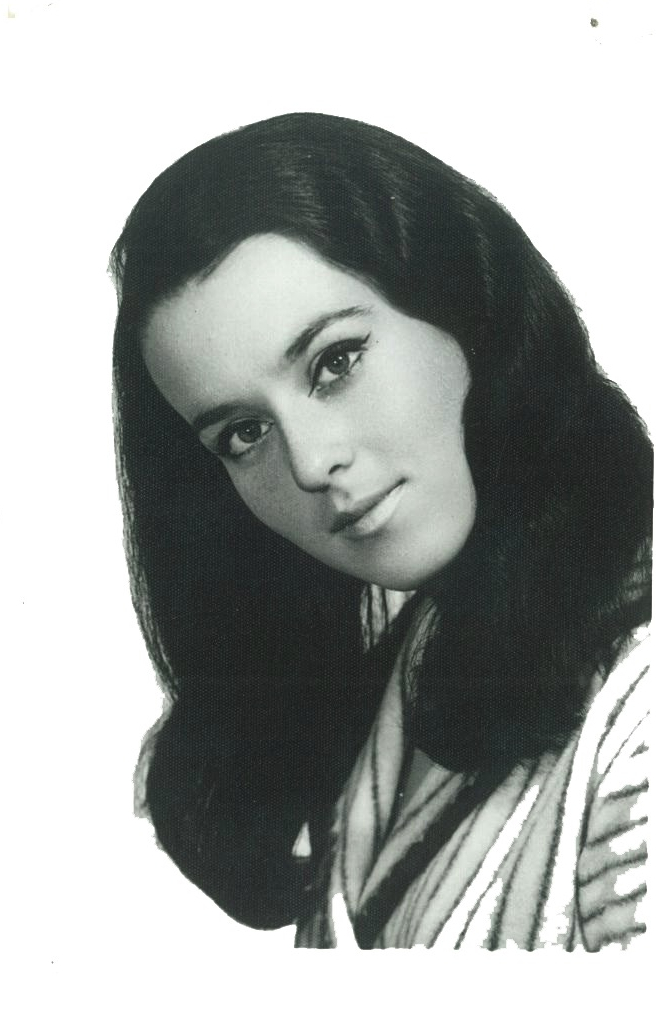
Edna Iturralde en 1967

Reconocida como la autora ecuatoriana más prolífera de literatura infantil y juvenil con sesenta y dos libros publicados y distribuidos en Estados Unidos, México, Guatemala, El Salvador, Honduras, Colombia, Perú, Argentina, Chile, España y República Dominicana por editoriales internacionales como Santillana, Norma, SM , Penguin Random House y WRP Books, MandelVilar Press. Pionera de la etnohistoria narrativa en literatura infantil y juvenil en su país, Ecuador. Está además considerada como la escritora más laureada del Ecuador y se le atribuye haber iniciado el boom de literatura infantil y juvenil en su país.
Durante el periodo desde 1982 hasta 1993 fue fundadora, directora y editora, durante once años, de la primera revista infantil que circuló en América Latina junto a un periódico, La Cometa, del Periódico Hoy, de Quito, cautivando el interés de cientos de niñas y niños semanalmente para formar ávidos lectores. Más tarde desde 1996 hasta 1998 fue representante en el Ecuador de la organización Educational Development Center (EDC) y además creó 12 obras de teatro para la metodología de instrucción por radio interactivo. En el año de 1999 fundó la primera organización de escritores y escritoras ecuatorianos de literatura infantil, UDELI (Unión de Escritores y Escritoras de Literatura Infantil). A partir del año 2000 hasta el 2002 sería profesora de Literatura Creativa sección internacional, Universidad San Francisco de Quito. En el 2003 sería en cambio Miembro de Honor de la Institución "Fundación de Cultura Montubia" por su obra J.R. Machete. En el año 2004 varios de sus libros estarían entre los recomendados por el Centro Barahona para el estudio de la Literatura Infantil y Juvenil en español, de la Universidad Estatal de San Marcos de California. Además desde el 2002 hasta el 2006 sería profesora visitante cursos de verano de escritura creativa. Dartmouth Collage, Estados Unidos. En este último año también sería la autora "símbolo" de Grupo Editorial Norma Ecuador, también es considerada "autora internacional" del año 2006. Adicionalmente ese año sería cuando del Ballet Metropolitano de Quito que puso en escena un cuento suyo tomado del libro Pechas y las cucarachas. Esta sería la "primera vez el Ballet Metropolitano interpreta una obra infantil ecuatoriana, un cuento maravilloso que descubre los velos de nuestra identidad, de nuestra cultura mestiza”, según el testimonio de Rubén Guarderas, el director. Un año más tarde sería invitada especial a la Feria del Libro en Nueva York y también estaría nominada entre las 12 mujeres imprescindibles del Ecuador, según la revista Vanidades. En homenaje a su labor, se crea el Concurso de Literatura infantil y juvenil, Edna Iturralde, auspiciado por HOY en la Educación, para promover la creación literaria de autores noveles. 
En la primera mitad del 2008, su novela infantil Lágrimas de ángeles, publicada en Colombia, superaría en ventas al libro conmemorativo, Cien años de soledad, de Gabriel García Márquez. Desde el 2009 hasta el 2012 sería Presidenta Fundadora de la Academia Ecuatoriana de Literatura Infantil y Juvenil, adjunta a la Academia Latinoamericana de Literatura Infantil y Juvenil. Durante esa época su libro Verde fue mi selva fue escogido entre los 10 libros más significativos e imprescindibles del siglo XX para formar el “Canon Latinoamericano de Literatura Infantil y Juvenil”, por una comisión conformada por 27 seleccionadores de los países de Latinoamérica, por iniciativa de la Editorial SM de España y las bibliotecas de Chile. Además en 2012 su libro Lágrimas de ángeles, batió el récord de ventas en Ecuador con 46.000 ejemplares vendidos, hasta el momento ha superado los 100.000. En el año 2013 sería la primera escritora ecuatoriana en ser nominada tres veces para el premio internacional ALMA (Astrid Lindgren Memorial Award), de Suecia además ese año, la cadena de librerías Barnes and Noble, de los Estados Unidos, eligió un título suyo, Conoce a Miguel de Cervantes como el libro del mes de la Herencia Hispana (desde 9/15 hasta 10/15). Adicionalmente, la Orquesta Sinfónica Nacional del Ecuador, dirigida por Nathalie Marín, ejecutó en concierto el cuento musical “La joven y la culebra, orígenes del pueblo cañar” OP. 60, compuesto por Eduardo Florencia y basado en el libro Los hijos de la Guacamaya, publicado por la editorial Alfaguara, Santillana Ecuador. En el año 2013 fue considerada un "hito de la literatura infantil y juvenil en Ecuador" (“Hitos de la de la literatura infantil y juvenil iberoamericana”, Fundación SM Madrid, coordinadora: Beatriz Helena Robledo) Un año más tarde Publicaría Drakko Planet (Editorial Santillana/Penguin Random House) que sería la primera saga de épica fantástica hecha en Ecuador. Ese año, la cadena de librerías Barnes and Noble, de los Estados Unidos, eligió por segundo año consecutivo un título suyo, Conoce a Miguel de Cervantes, para exhibirlo durante el Mes de la Herencia Hispana (desde 9/15 hasta 10/15). Además, cinco de sus libros fueron parte del  "common core", (Currículo Transversal para escuelas con estudiantes hispanohablantes impuesto por el presidente Obama) Conoce a Simón Bolívar, Conoce a Miguel de Cervantes, Un días más y otras historias, Caminantes del Sol y Verde fue mi selva para las escuelas públicas de Los Ángeles, California, Houston, Texas y Miami, Florida.

## Libros publicados

### Cuentos
- Green Was My Forest. Translation Mandel-Vilar Press ISBN 978-1942134503 (libro electrónico) ISBN 978-1942134602

- El pequeño Bun. Girándula, Asociación Ecuatoriana del Libro Infantil y Juvenil. Ministerio de Cultura y Patrimonio, Plan Nacional del Libro y la Lectura “José de la Cuadra” Sin ISBN (donación al Maratón de la Lectura 2017)

- El domador de cerdos. Editorial Santillana Loqueleo México ISBN 978-607-01-3417-3

- Conoce a Sor Juana Inés de la Cruz. Editorial Santillana Loqueleo USA ISBN 978-1682921445

- The Islands Where the Moon is Born. WPR Books; Latino Insight first edition 2014 Chapter book ISBN 978-1889379-46-3

- Y surgió en el vuelo de las mariposas. El Barco de vapor Ediciones SM primera edición 2014 Bogotá Género: cuentos ISBN 978-958-773-149-1

- ¡Viva el fútbol! Editorial Santillana primera edición 2014 Género: cuentos ISBN 978-9942-19-059-8

- La casa que el bosque se tragó. Grupo Editorial Norma primera edición 2014, ISBN 978-9942-18-126-8
- Los pájaros no tienen fronteras-leyendas y mitos de Latinoamérica. Bogotá: Grupo Editorial Prisa/Santillana S.A 1° edición 2012, ISBN 978-758-494-3

- Conoce a Simón Bolívar (Spanish Edition). Miami, Estados Unidos, Grupo Santillana S.A. 1° impresión 2012. ISBN 9781614353485

- Conoce a Miguel de Cervantes (Spanish Edition). Miami, Estados Unidos: Grupo Editorial Santillana S.A. primera edición 2012, segunda impresión, 2013, tercera reimpresión 2014 Género: cuento ISBN 9781614353461versión bilingüe ISBN 9781614353522
- Cuentos del Yasuní. Quito: Editorial Alfagura, Grupo Santillana S.A., primera impresión 2010, ISBN 978-9978-29-898-5
- The Day of Yesterday. WPR Books; Latino Insight, California, EEUU 2012, ISBN 978-188979-44-9 ASIN: B007SLPXMY (E-book)

- When the Guns Fell Silente. WPR Books; Latino Insight, California, Estados Unidos de Norte América 2012,  ISBN 978-1889379-48-7
- Pecas y las cucarachas. Quito: Editorial Caja de Letras Grupo Santillana S.A, Género: cuentos ISBN 978-9978-29-539-7
- La leyenda del Arupo y otros relatos míticos y mágicos. Quito: Editorial Caja de Letras, Santillana S.A., ISBN 978-9978-29-547-2

- Lagarto no come lagarto. Quito: Girándula/IBBY-UNICEF, única impresión 2009 Género: mini cuento (Sin ISBN)
- Un país llamado Ecuador. Valencia: ISCOD-País Valenciano, impresión Trabajo Solidario, 2007 Género: cuentos

- Cuando callaron las armas. Grupo Editorial Norma, ISBN 978-958-45-0249-0 Quito: Grupo Santillana S.A.,  ISBN 9978-07-932-7

- El pirata Barbaloca/El gran secreto. Quito: Grupo Editorial Norma, ISBN 9978-54-068-7
- Verde fue mi selva. Quito: Alfaguara Infantil, Grupo Santillana S.A.,  ISBN 9978-07-421-X
- Y su corazón escapó para convertirse en pájaro. México, D.F.: Alfaguara Juvenil, Grupo Santillana S.A.,  ISBN 968-19-1517-8
- Caminantes del Sol-Inti runañan. Quito: Editorial Alfaguara Infantil, Santillana S.A.  ISBN 9978-07-431-7 ISBN 978-9978-07-431-2

- Torbellino (Big Book Yellow). Quito: Alfaguara Infantil, Grupo Santillana S.A., ISBN 9978-07-416-3

- Ser y Compartir - cuentos de valores tres tomos. Quito: Ministerio de Educación/UNICEF, ISBN 92-806-3164-0.

- Un día más… y otras historias. Quito: Alfaguara Infantil, Grupo Santillana S.A.,  Género: cuentos. ISBN 9978076360

- Junto al cielo-cuentos sobre Quito. Quito: Editorial El Conejo, Género: cuentos. ISBN 9978872043

- Desde el Jardín de las Arañas Doradas. Quito: Fondo Editorial C.C.E. Casa de la Cultura Ecuatoriana, 2004 ISBN 9978623299

### Novelas
- Los hermanos que cosechaban cuentos de hadas. Editorial Santillana 1° edición 2013, ISBN 978-9942-05-835-5

- Las muchachas de la lluvia. Quito: Grupo Editorial Santillana S.A 1° edición 2012, ISBN 978-9942-05-464-7

- María Manglar. Quito: Grupo Editorial Norma 1° impresión 2012, ISBN 978-9978-54-977-3

- Sueños con sabor a chocolate. Quito: Editorial Alfaguara, Grupo Santillana S.A, 1° impresión 2011,  ISBN 978-9942-05-111-0

- Micky Risotto y el perro chihuahua. Quito: Editorial Alfaguara, Grupo Santillana S.A, 1° impresión 2011  ISBN 978-9942-05-072-4
- Llevo tres mil años pintando. Quito: Editorial Alfaguara, Grupo Santillana S.A., primera impresión 2011, ISBN 978-9942-05-054-0
- Simón era su nombre. Santiago de Cuba: Editorial Gente Nueva 2010  ISBN 978-959-08-1255-2
- Johnny Tallarín en: ¿quién grita desde tan lejos? Quito: Grupo Editorial Norma, ISBN 978-9978-54-384-9

- Imágenes del Bicentenario. Historias de libertad, rebelión e independencia. Editorial Altea, Santillana S.A. ISBN 978-9978-29-590-8

- El perro, el farolero y una historia de libertad. Quito: Editorial Alfaguara, Grupo Santillana S.A.,   ISBN 978-9978-29-342-3

- El caballo, la rosa y una historia de rebelión. Quito: Editorial Alfaguara, Grupo Santillana S.A.,  ISBN 978-9978-29-344-7

- El cóndor, el héroe y una historia de independencia. Quito: Editorial Alfaguara, Grupo Santillana S.A.,  ISBN 978-9978-29-351-5
- Olivia y el unicornio azul. Quito: Editorial Alfaguara, Grupo Santillana S.A.,  ISBN 978-9978-29-304-1

- Te acompañará el viento. Quito: Grupo Editorial NORMA,  ISBN 978-9978-54-333-7
- El día de ayer. Quito: Alfaguara Juvenil, Grupo Editorial Santillana S.A.,  ISBN 978-9978-29-126-9

- Las islas donde nace la Luna. Quito: Grupo Editorial Norma,  ISBN 9978-54-225-6

- The Islands Where the Moon is Born. Quito: Grupo Editorial Norma,  ISBN 978-9978-54-288-0 (dejó la circulación)

- Los hijos de la Guacamaya. Quito: Alfaguara Infantil, Grupo Santillana S.A.  ISBN 978-9978-29-027-9
- Miteé y el cantar de las ballenas. Quito: Alfaguara Infantil, Grupo Santillana S.A.,  ISBN 9978-07-839-8

- Lágrimas de ángeles. México DF: Alfaguara Juvenil, Grupo Santillana S.A  ISBN 978-970-58-0203 4

- J.R. Machete. Quito: Alfaguara Infantil, Grupo Santillana S.A.,  ISBN 978-9978-07-536-4
- Entre cóndor y león. Quito: Editorial Alfaguara Juvenil, Grupo Santillana S.A.,  ISBN 9978-07-678-6 ISBN 978-9978-07-678-1
- Aventura en los Llanganates. Quito: Grupo Editorial Norma, . ISBN 9978540695

### Libros álbum
- El sueño de Manuela. Quito, Mantra Editores única impresión 2012 Género: álbum ilustrado  ISBN 978-9978-353-56-1

- Martina las estrellas y un cachito de luna. Quito: Editorial Alfaguara, Grupo Santillana S.A., 2011,  ISBN 978-9942-05-68-7
- ¿De donde vienen los bebés de las hadas? Quito: Grupo Editorial NORMA, Género: libro álbum ISBN 978- 9978-54-308-5
- Los grandes se irán y los chiquitos se quedarán. Quito: Patronato Provincial de Pichincha,   ISBN 9978-92-352-7
- El misterio de las bolitas de colores. Quito: Grupo Editorial Norma, Género: libro álbum  ISBN 9978-54-081-4

### Saga fantástica
- Drakko Planet, saga de doce libros en seis tomos:
  1. Los 12 de fuego
  2. Jaune en Kru-urk. Editorial Altea Santillana 1° edición 2014, 2° edición Penguin Random House 2015 ISBN 978-9942-05-813-3
  3. Rav y los elfos de las praderas
  4. Kohaku y los nómadas del desierto de Kiir. Editorial Altea Santillana Ecuador primera edición 2014 ISBN 978-9942-05-815-7
  5. Yantar y los duendes
  6. Gimber y los Atlantis Editorial Altea.  Santillana Ecuador primera edición 2014 ISBN 978-9942-05-814-0
  7. Las aventuras de Gless y Glessum en el reino de los enanos
  8. Las aventuras de Karabe con los gigantes. Editorial Penguin Random House Colombia edición 2014 ISBN 978-958-8883-19-9
  9. Las aventuras de Anbar con las hadas
  10. Las aventuras de Ambru con el rey troll. Editorial Penguin Random House Colombia 1° edición 2014 ISBN 978-958-8883-20-5
  11. Las aventuras de Elektrun con los zuberanos
  12. La batalla final. Editorial Penguin Random House Colombia primera edición 2014 ISBN 978-958-8883-21-2

### Antologías
- Unos segundos más de vida. Antología crítica del relato infantil sudamericano  Universidad de Concepción  Universidad Católica de Maule Primera edición 2015. Chile. ISBN 9789562273893
- Dragones para la cena. Revista Elé #62 Zonacuario  Ecuador. ISBN 13903136
- Felicidad. Antología 20 años del Juego Literario de Medellín Primera edición 2012. Colombia. ISBN 9789588562858
- Verde fue mi selva/ La barca de la Luna. Las voces del genio Antología Cuba, Editorial Abril de 2012. ISBN 978959210-8301
- La mami más linda del mundo. Amo a mi mamá Antología Quito, Editorial Altea Santillana S.A., 2012. ISBN 9789942052964
- La estrellita que se cayó del cielo. Madrid, Grupo Editorial, S.L. Bruño, Balancín Lecturas 2, 1° impresión 2011. ISBN 9788421670125
- Los días de la Navidad. Esperando la Nochebuena Quito, Editorial Altea Santillana S.A. 1° impresión 2011. ISBN 9789942051431
- Cuando callaron las armas. Cuentos para jóvenes  Ecuador Perú 1998-2011.  Universidad del Sur. ISBN 97861245914
- La medalla de oro. Letras cómplices Quito, Girándula/IBBY Ecuador ISBN 9789942997425
- Mariposas. Infanatasia  Quito, Ediciones Quito-Lee Municipio de Quito, 2011. ISBN 9789942908025
- El delfín rosado. Revista Infantil Iguana Estados Unidos: Edición abril de 2011
- Los días de la Navidad. Quito: Revista Elé Número 38 Fiesta de cuentos diciembre 2010-2011
- Los días de la Navidad. México: Revista Mundo Alijme (Asociación de literatura infantil y juvenil México) Año 1 N.º 1, 2010
- La historia de la sonrisa. Girándula/IBBY Ecuador Maratón de lectura en hospitales infantiles Quito: 2010
- Mariposas. El cuento y los cuentacuentos.  Uruguay: Asociación Uruguaya de Literatura Infantil y Juvenil, 2009. ISBN 9974552680
- Mariposas. Cuentos por todos los caminos del viento Antología Quito: Mantra Editores, 2009. ISBN 9789978353233
- Historia de la sonrisa. Colección de cuentos para Maratón de la Lectura en Hospitales Pediátricos  Quito: Girándula, Asociación de escritores de literatura infantil y juvenil, 2008
- Cuando la tierra era nueva. Calendario de valores Quito: UNICEF/Girándula/IBBY Ecuador 2007
- La reina de los piratas. Las palabras pueden, los escritores y la infancia Bogotá: UNICEF/PMA (Programa Mundial de Alimentos) primera impresión 2007. ISBN 9789280641608
- Lagarto no come a lagarto. Cuentos para soñar un país Quito: UNICEF, 2007. ISBN 9789280641349
- El día que desaparecieron las montañas. Género: cuento Quito: Verde Revista Ecológica Fundación Fidal N.º 5,  2006
- Torbellino. Proyecto de aula azul  Bogotá: Comecuentos Santillana, 2005. ISBN 9582409169
- Los Sapísimos Detectives. Quito: Revista Elé, enero 2004/ 2008 (trimensual) Género: historieta
- El delfín rosado. Ecuador cuentos de mi país Quito: Alfaguara Infantil, Santillana S.A., 1° impresión 1996,. ISBN 9978070958
- Hadas. Género: cuento Quito: Revista Tintají N.º 6 de abril de 2004
- Cosas de hombres. Letra activa  Quito: Grupo Editorial Norma, 1° impresión 2002, ISBN 9978540555,
- Se busca a un niño Jesús. De pesebres, poemas y piruetas Quito: UDELI, 1996. ISBN 9789978951118
- La guerra. ¿Quieres que te lo cuente otra vez? Quito: UNICEF/Ministerio de Educación y Cultura, 1995. ISBN 92-8063199-3
- La carrera. Sueños y palabras Quito: Grupo Editorial Norma, primera impresión 1994, ISBN 958-04-3370-4

### Otras publicaciones
- Oh la Historia trala, la, la… Quito: Revista Ecológica Infantil La Cometa, Diario Hoy 1984 a 1992 Género: historieta
- Los Eco Chicos. Quito: Revista Ecológica Infantil La Cometa, Diario Hoy, 1984 a 1992 Género: historieta
- Los sapísimos detectives. Quito: Revista Ecológica Infantil La Cometa, Diario Hoy, 1983 a 1992 Género: historieta
- La patrulla del páramo. Quito: Revista Ecológica Infantil La Cometa, Diario Hoy 1983 a 1992 Género: historieta
- Revista Semanal Infantil La Cometa. Quito: Publicado por Hoy en la Educación 1982 a 1993 (572 ediciones)
- Cuentos ecuatorianos. Quito: Revista Panorama, Diario El Comercio Género: cuento
- Trapito el perrito vagabundo. N.º 40. 14 de mayo de 1981
- La cajita musical. N.º 39. 30 de abril de 1981
- Al otro lado del arcoíris. N.º 38. 16 de abril de 1981
- Un cusumbo muy especial. N.º 37. 2 de abril de 1981
- La fiesta de los enanitos. N.º 35. 12 de marzo de 1981
- El niño y el general. N.º 34. 5 de marzo de 1981
- El espantapájaros bondadoso. N.º 32. 5 de febrero de 1981
- Panchista la hipopótamo balletista. N.º 29. 8 de enero de 1981

## Listado de premios

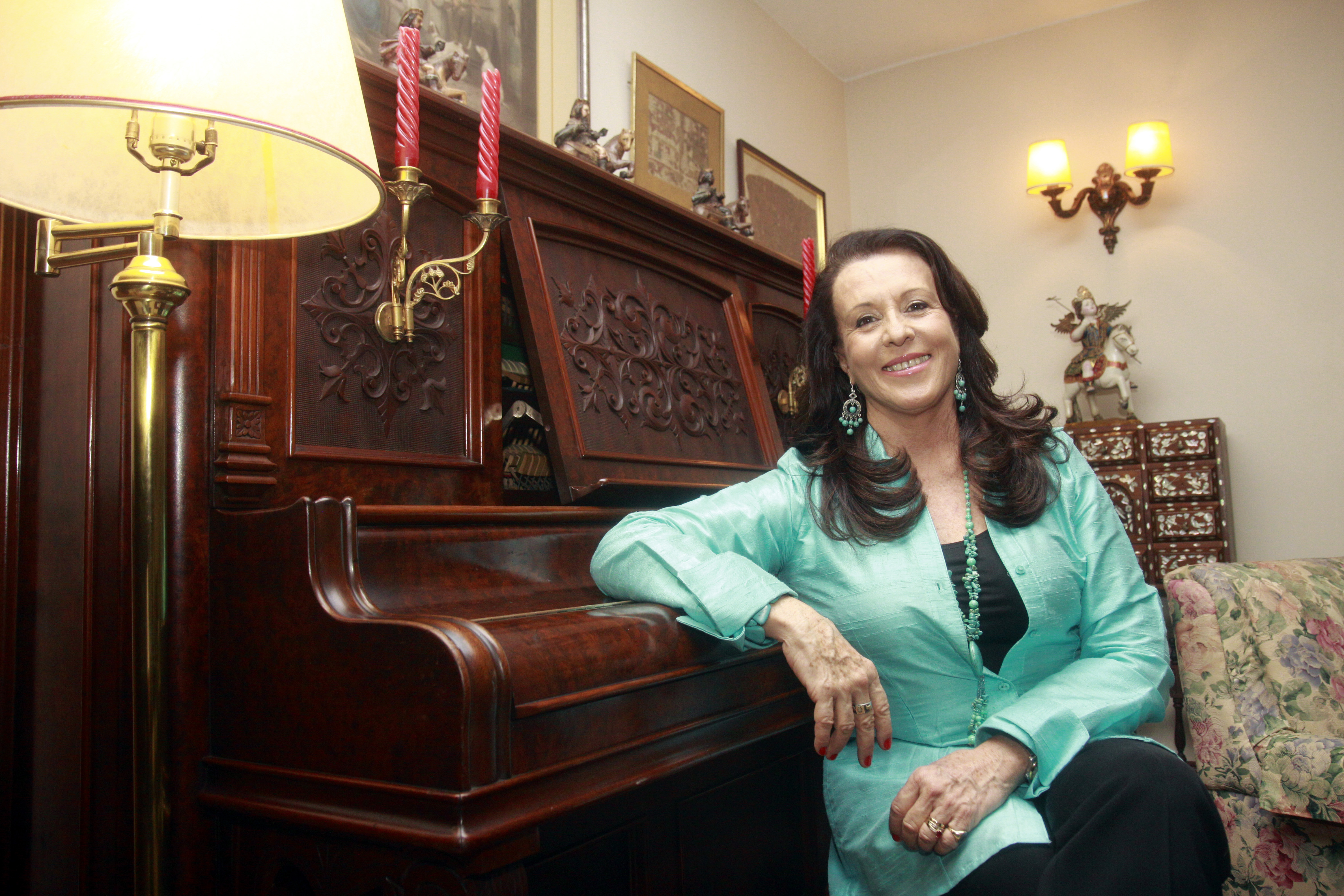
Edna Iturralde

### Premios y condecoraciones
- Premio Internacional Skipping Stones 2002 de literatura infantil Estados Unidos.[29]
- Premio Internacional Skipping Stones 2006 de literatura infantil, Estados Unidos.[30]
- Premio Internacional Skipping Stones 2013, Estados Unidos otorgado a libros internacionales con temas multiculturales con el libro, “Los pájaros no tienen fronteras-leyendas y mitos de Latinoamérica”, Alfaguara Santillana Colombia.[31]
- Internacional Latino Book Award, Estados Unidos de Norteamérica, 2014. Primer Premio. Los pájaros no tienen fronteras-leyendas y mitos de Latinoamérica. Editorial Santillana. Ecuador, Colombia y México.[32]
- Condecoración Manuela Sáenz Libertadora del Libertador en el Grado Internacional de Primera Clase 2014, otorgada por el Consejo de la Confraternidad Bolivariana de América. Santa Fe de Bogotá, 2014[33][34]
- Premio Nacional Darío Guevara Mayorga de literatura infantil y juvenil en cuento, 2001.
- Premio Nacional de las Artes Quitsa-To 2004 en literatura Infantil y juvenil, Ecuador.[35]
- Premio Nacional Darío Guevara Mayorga de literatura infantil y juvenil en novela, 2010.[36]
- Premio Rosa de Plata a la Mujer del Año por toda su obra literaria, Revista Hogar, 2010.
- Ganadora de la XXIV edición del  Premio Cervantes Chico de Literatura Infantil y Juvenil 2020, que entrega el Ayuntamiento de Alcalá de Henares, en España.[37]
- Verde fue mi selva Condecoración Mérito Cultural Nacional Matilde Hidalgo de Procel, 2016.
- Condecoración Gran Collar Aurelio Espinosa Pólit por literatura, Ilustre Municipio de Quito, 2008.[38]
- Mujer del Año por Literatura, Revista Hogar, 2013.

### Diplomas
- Diploma Ministerio de Educación - Dirección de Educación del Azuay en reconocimiento por formar parte del canon de los 10 libros “imprescindibles” de la literatura infantil y juvenil latinoamericana siglo XX, 2010.
- Diploma Ministerio de Cultura de Ecuador – Subsecretaría Región Sur en reconocimiento por formar parte del canon de los 10 libros “imprescindibles” de la literatura infantil y juvenil latinoamericana siglo XX 2010.
- Diploma Convenio Andrés Bello – Instituto Iberoamericano del Patrimonio Natural y Cultural (IPANC) en reconocimiento por formar parte del canon de los 10 libros “imprescindibles” de la literatura infantil y juvenil latinoamericana siglo XX 2010.
- Diploma de Honor IBBY Ecuador en reconocimiento por formar parte del canon de los 10 libros “imprescindibles” de la literatura infantil y juvenil latinoamericana siglo XX (2010).
- Diploma al Mérito, Academia Chilena de Literatura Infantil y Juvenil, 2012.
- Diploma de Honor destacados de Girándula/IBBY Ecuador 2013. Los pájaros no tienen fronteras-leyendas y mitos de Latinoamérica. Editorial Santillana Ecuador.
- Diploma de Honor destacados de Girándula/IBBY Ecuador, 2014/15. Los hermanos que cosechaban cuentos de hadas Editorial Santillana Ecuador

### Selecciones
- Seleccionada por la Secretaría de Educación Pública, concurso SEP, 2015 (Ministerio de Educación Pública de México). Los pájaros no tienen fronteras-Leyendas y mitos de Latinoamérica. Editorial Santillana. México.
- Lista de Honor Girándula/IBBY Ecuador 2011.
- Seleccionada por la Secretaría de Educación Pública, SEP 2003 (Ministerio de Educación Pública de México).
- Seleccionada por la Secretaría de Educación Pública, septiembre de 2005 (Ministerio de Educación Pública de México).
- Lista de Honor Girándula/Ibby Ecuador 2006.
- Lista de Honor Girándula/Ibby Ecuador 2008 - 2009.
- Seleccionada entre Los 50 personajes que marcaron el 2007.
- Seleccionada entre las Doce mujeres imprescindibles del Ecuador 2007 (Revista Vistazo).
- Seleccionada para formar parte de los 10 libros “imprescindibles” del canon de literatura infantil y juvenil latinoamericana del siglo XX, 2009.[39]

### Nominaciones y menciones
- Mención de Honor Premio Darío Guevara Mayorga de literatura infantil 2002 (Ilustre Municipio de Quito).
- Mención de Honor Premio Darío Guevara Mayorga de literatura infantil y juvenil 2003 (Ilustre Municipio de Quito).
- Mención de Honor Premio Darío Guevara Mayorga de literatura infantil y juvenil 2008 (Ilustre Municipio de Quito).
- Mención de Honor Premio Darío Guevara Mayorga de literatura infantil y juvenil 2014. ¡Viva el fútbol! Editorial Santillana[40]
- Mención de Honor Premio Darío Guevara Mayorga de literatura infantil y juvenil 2006 (Ilustre Municipio de Quito).
- Mención Honrosa Premio Latinoamericano de Literatura Infantil y Juvenil 2012.
- Nominada al premio Astrid Lindgren Memorial Award, 2012 (ALMA), Consejo de las Artes de Suecia, 2011.
- Nominada en tres categorías para el premio International Latino Book Awards[41] Celebrating Worldwide Achievements in Latino Literature Honoring Books & Authors in English, Spanish & Portuguese. Con los libros, “When the Guns Fell Silent” (Cuando callaron las armas) traducido al inglés y publicado por WPRbooks en los Estados Unidos, “Conoce a Simón Bolívar y “Conoce a Miguel de Cervantes” publicados por Santillana USA, 2013.[42]
- Nominada por segunda vez al premio Astrid Lindgren Memorial Award 2013 (ALMA), Concejo de las Artes de Suecia, 2012.[43]
- Nominada al primer concurso del Premio Iberoamericano SM de literatura infantil y juvenil, 2005.

## Galería

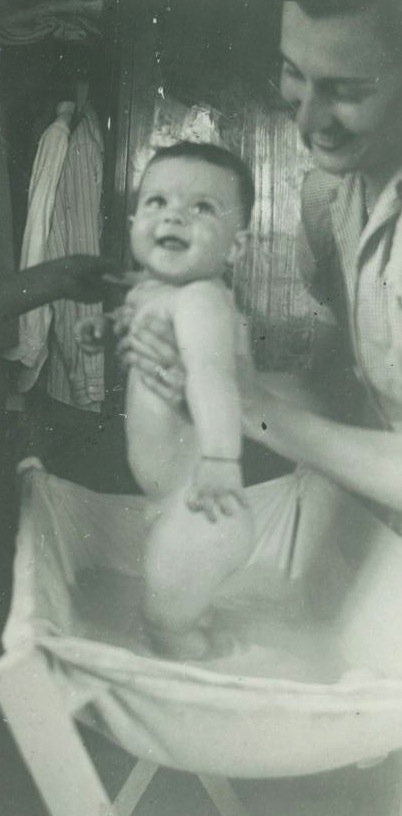
Edna Iturralde bebé de 6 meses
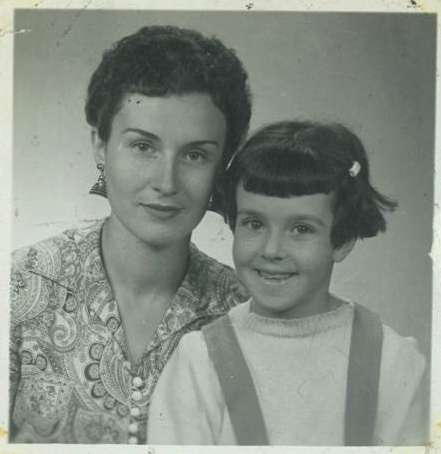
Edna Iturralde con su mamá a los 4 años
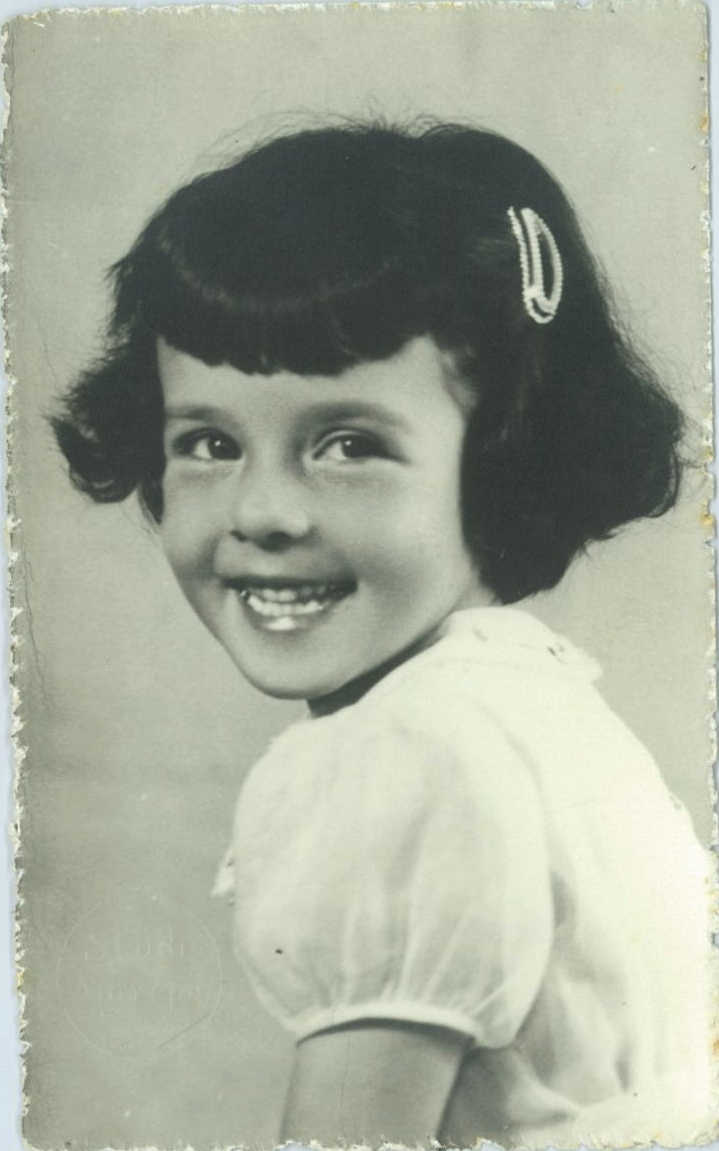
Edna Iturralde de cinco años
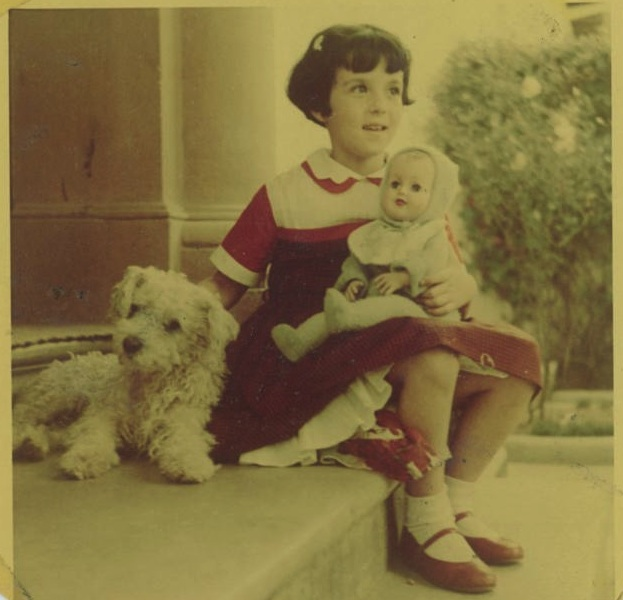
Edna Iturralde con Jip y Nancy 1953
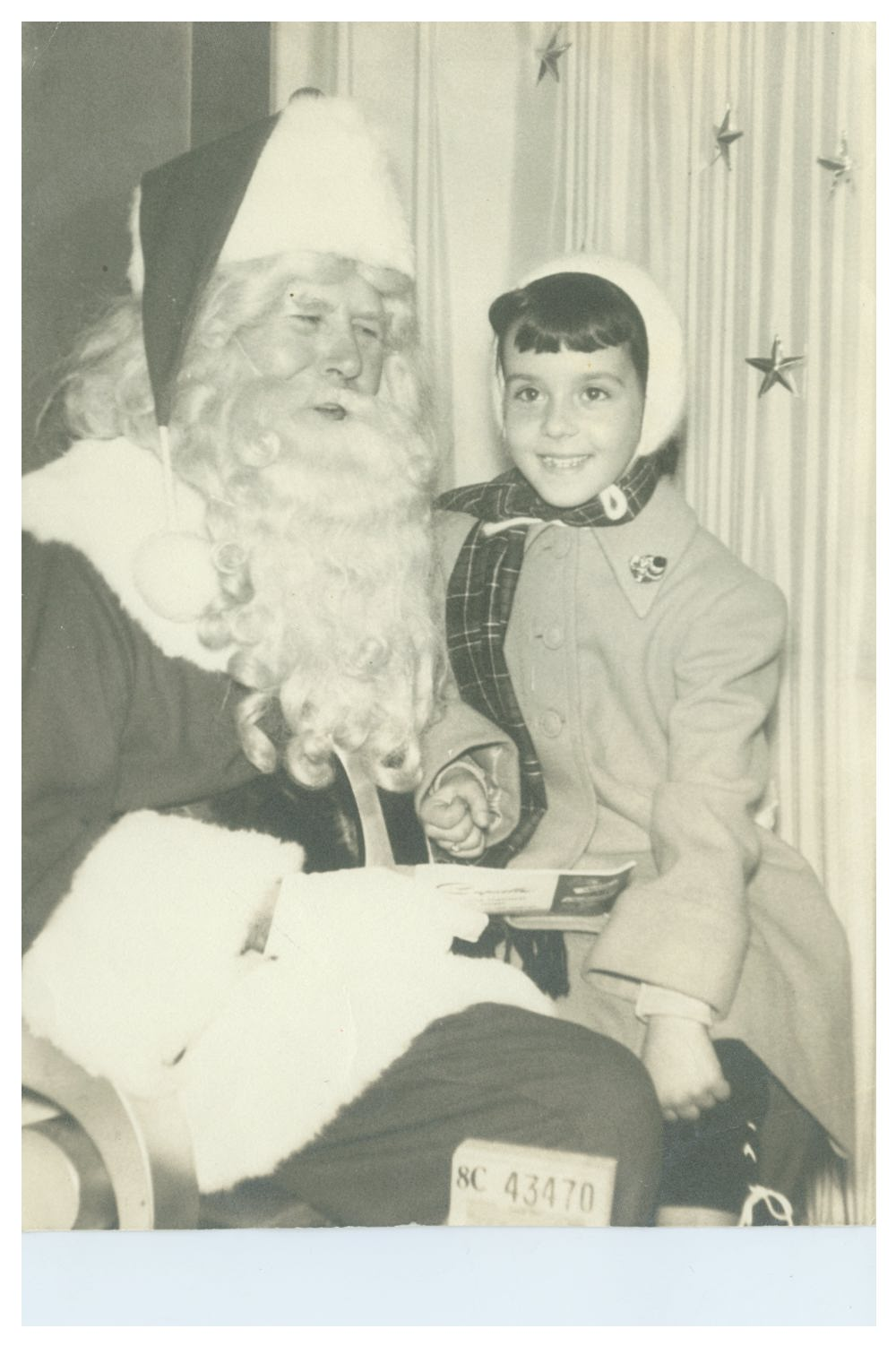
Edna Iturralde con Santa Claus
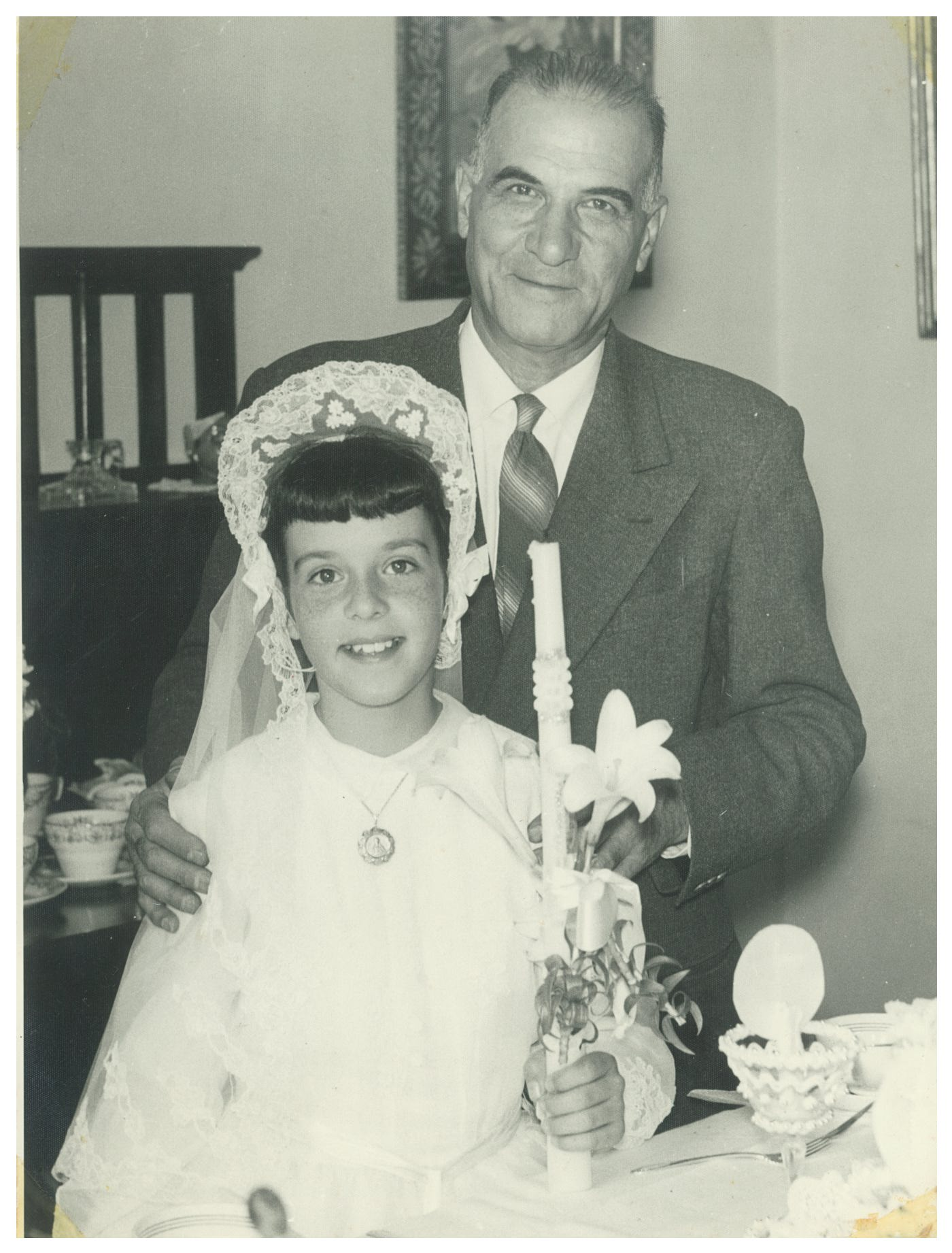
Edna Iturralde Primera comunión con su abuelo Papa Chas
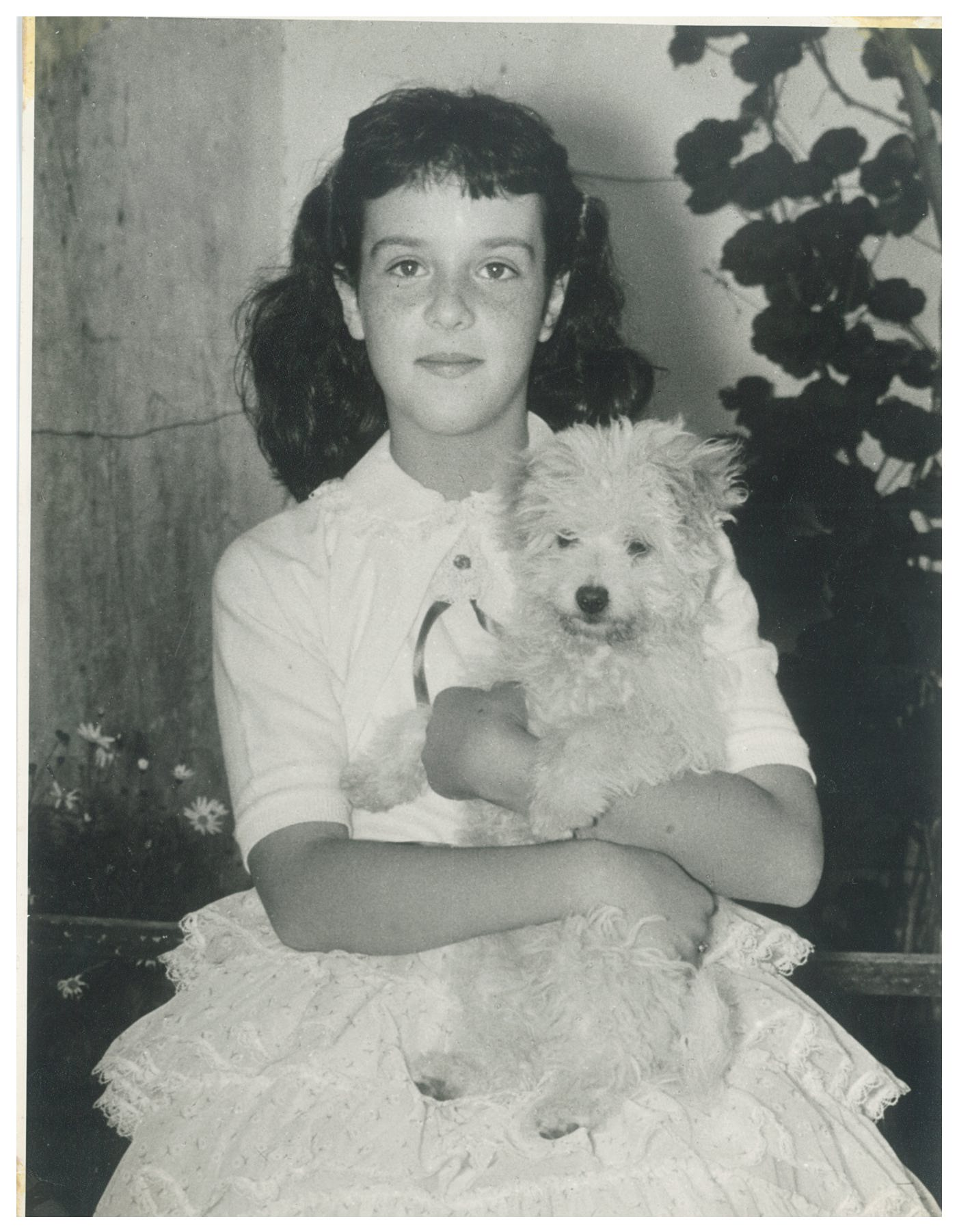
Edna Iturralde con Osito 10 años
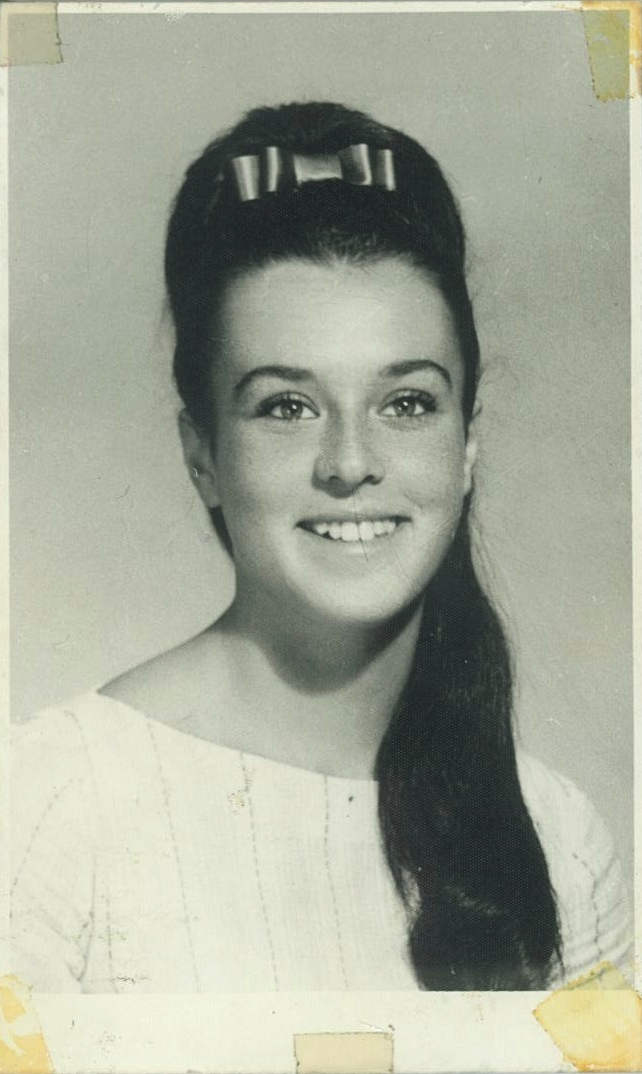
Edna Iturralde de 17 años